# Spurio Cassio Vecellino
Spurio Cassio Vecellino (latino: Spurius Cassius Vecellinus; 542 a.C. (?) – Roma, 485 a.C.) è stato un politico e militare romano del VI e del V secolo a.C.
Fu console tre volte e gli venne tributato due volte il trionfo. È famoso per il Foedus Cassianum e per la prima proposta di legge agraria a Roma, la lex Cassia agraria. È l'unico patrizio della Gens Cassia di cui si abbia notizia.

## Biografia
Il nome di Spurio Cassio Vecellino è riportato nei fasti consolari come console per il 502, 493, e 486 a.C., anche se alcuni autori ritengono che il suo ultimo consolato, con Proculo Verginio Tricosto Rutilo, sia avvenuto in realtà nel 480 a.C., l'anno in cui ebbe luogo la battaglia di Salamina, nell'Antica Grecia, e ciò permetterebbe di avere dei riferimenti cronologici più esatti per la storia romana di questo periodo. Ad esempio, Diodoro Siculo afferma che il suo terzo consolato era coinciso con l'arcontato di Calliade ad Atene. Calliade, secondo gli storici moderni, fu arconte nel 480 a.C..

### Primo consolato
Nel 502 a.C. Spurio Cassio fu eletto console assieme al collega Opitero Verginio Tricosto. Secondo Livio i due consoli continuarono lo scontro iniziato l'anno precedente con la colonia di Pometia, passata agli Aurunci, costringendola alla resa e punendola duramente; secondo Dionigi invece, Spurio Cassio guidò i Romani contro i Sabini, che furono ancora una volta sconfitti. Ambedue gli storici narrano di un trionfo tributato ai consoli al loro ritorno a Roma. L'anno successivo Cassio fu il primo, nella storia romana, a ricoprire la nuova carica di magister equitum, una sorta di luogotenenza, durante la dittatura di Tito Larcio.
Dopo la battaglia del lago Regillo, (ca. 496 a.C.), Cassio richiese nel Senato la distruzione delle città latine.

### Secondo consolato
Nel 493 a.C. Cassio fu console per la seconda volta assieme a Postumio Cominio Aurunco. I due consoli entrarono in carica durante la secessione della plebe sul Monte Sacro, che si era finita con la instaurazione dei primi Tribuni della plebe.
Durante questo consolato negoziò il trattato (foedus) dei Romani con i Latini, che da lui prese il nome di Foedus Cassianum, e che stabilì sia le relazioni amichevoli che l'alleanza militare. Cicerone asserisce che una copia di questo trattato era ancora esistente al suo tempo, e Dionigi di Alicarnasso ne riassume i termini. In quel frangente il collega Postumio Cominio, guidava l'esercito contro i Volsci di Anzio, conquistando anche Longula, Polusca e, con l'aiuto di Gneo Marcio Coriolano, anche la città di Corioli.
Nello stesso anno Spurio Cassio consacrò il Tempio di Cerere, Libero e Libera i cui voti erano stati fatti nel 498 a.C. dal dittatore Aulo Postumio Albo Regillense.

### Terzo consolato
Nel 486 a.C. fu eletto console per la terza volta assieme a Proculo Verginio Tricosto Rutilo. Cassio marciò contro i Volsci e gli Ernici, ma, poiché i nemici chiesero ed ottennero la pace, non si ebbe una battaglia. Nonostante ciò Cassio ottenne un secondo trionfo, che è registrato nei fasti trionfali.
Con il foedus cassianum stipulato con i Latini durante il suo secondo consolato e con questo patto di alleanza con gli Ernici, Cassio riuscì a formare quella federazione che riportò il potere di Roma al livello che aveva durante gli ultimi re, anche se a Roma ci fu chi contestò che con gli Ernici fossero stretti gli stessi accordi pattuiti con i Latini.
Livio afferma che il trattato con gli Ernici ebbe come conseguenza la consegna a Roma dei due-terzi del loro territorio, il che secondo gli storici moderni deriva da un fraintendimento di Livio. Dionigi di Alicarnasso riporta che con il trattato gli Ernici fossero posti allo stesso livello dei Romani e dei Latini e che ognuna delle tre nazioni avesse diritto ad un terzo delle terre conquistate in guerra dai loro eserciti.

#### La legge agraria
Dopo il patto con gli Ernici, Cassio propose la sua famosa riforma agraria. Le fonti antiche sono poco chiare ed in contraddizione tra loro.
Cassio, con la lex Cassia agraria, propose di dividere le terre pubbliche di Roma, tra i cittadini romani, e quelli degli alleati Latini ed Ernici. La proposta fu fortemente osteggiata dai Patrizi, che alla fine riuscirono a demandare ad un collegio di 10 senatori, l'individuazione delle terre pubbliche, e quali tra queste avrebbero dovute essere vendute e quali date in locazione.
La legge proposta da Cassio probabilmente era semplicemente il ripristino di una vecchia legge di Servio Tullio che ordinava che la quota di terra pubblica in mano ai patrizi doveva essere delimitata rigorosamente, che il resto doveva essere diviso fra i plebei e che la decima doveva essere imposta anche alle terre possedute dai patrizi.
Dobbiamo ricordare che in questo periodo i comitia tributa non avevano ancora possibilità di legiferare e che i tribuni della plebe avevano poteri molto limitati e di conseguenza i reiterati tentativi annuali di far attuare la legge che sono riportati stanno ad indicare che la legge esisteva ma era disattesa.

### La condanna
L'anno successivo Cassio fu portato in giudizio con l'accusa di aspirare ai poteri di re; i due accusatori, i questori Cesone Fabio Vibulano e Lucio Valerio Potito, sarebbero poi diventati consoli, rispettivamente nel 484 a.C.e nel 483 a.C., con il sostegno dei patrizi. Processato, Cassio fu quindi condannato e fatto precipitare dai due questori dalla Rupe Tarpea.
La sua casa fu distrutta e lo spazio rimasto, di fronte al tempio della dea Tellus, fu lasciato libero. Con i beni sequestrati fu eretta una statua di bronzo nel Tempio di Cerere con un'iscrizione che ricordava la provenienza delle somme usate (ex Cassia familia datum).
Cassio lasciò tre figli che furono risparmiati dal Senato.
Secondo un'altra versione, Spurio Cassio fu accusato di tirannide dal padre, e per questo condannato e ucciso dallo stesso padre.

## Critica storica
La storia di Spurio Cassio presenta evidenti analogie e somiglianze con quella dei Gracchi e verosimilmente, secondo alcuni studiosi, sulla tradizione storica del personaggio peserebbero delle vere e proprie retro-proiezioni di elementi desunti dalla vicenda graccana.
Da notare che gli appartenenti alla gens Cassia di cui abbiamo notizia in seguito furono tutti plebei. Si può supporre o che la gens sia stata espulsa dal patriziato o che ci sia stato un passaggio volontario dei successori di Cassio nelle file dei plebei, come forma di protesta contro i patrizi che avevano sparso il sangue del loro antenato. La gens Cassia era comunque conosciuta come una delle più nobili di Roma.
Dionigi di Alicarnasso pone l'anno della morte di Spurio Cassio durante il consolato di Quinto Fabio Vibulano e Servio Cornelio Maluginense, e coincidente con la 74ª edizione dell'Olimpiadi greche.